# North Warwickshire (circonscription britannique)
Circonscription parlementaire de la Chambre des communes
La circonscription de North Warwickshire est une circonscription électorale anglaise située dans le Warwickshire, et représentée à la Chambre des communes du Parlement britannique.

## Géographie
La circonscription comprend :
- Les villes de Atherstone, Bedworth, Coleshill et Polesworth
- Les villages et paroisses civiles de No Man's Heath, Austrey, Newton Regis, Seckington, Shuttington, Warton, Alvecote, Birchmoor, Dordon, Mancetter, Bentley, Baxterley, Hurley, Wood End, Kingsbury, Piccadilly, Foul End, Bodymoor Heath, Allen End, Middleton, Whateley, Wishaw, Curdworth, Lea Marston, Whitacre Heath, Shustoke, Nether Whitacre, Coleshill, Maxstoke, Corley, Corley Ash, Fillongley, Astley, Keresley End et Exhall

## Députés
Les Members of Parliament (MPs) de la circonscription sont :
La circonscription apparue en 1832 et fut représentée entre autres par John Eardley-Wilmot (1832-1843), William Bromley-Davenport (1864-1884), Charles Newdigate Newdegate (1843-1885) et Philip Muntz (1884-1885).
Depuis 1983
| Législature                                     | Années       | Député       | Député        | Parti        |
| ----------------------------------------------- | ------------ | ------------ | ------------- | ------------ |
| North Warwickshire issue de Meriden et Nuneaton |              |              |               |              |
| 49e                                             | 1983–1987    |              | Francis Maude | Conservateur |
| 50e                                             | 1987–1992    |              | Francis Maude | Conservateur |
| 51e                                             | 1992–1997    |              | Mike O'Brien  | Travailliste |
| 52e                                             | 1997–2001    |              | Mike O'Brien  | Travailliste |
| 53e                                             | 2001–2005    |              | Mike O'Brien  | Travailliste |
| 54e                                             | 2005–2010    |              | Mike O'Brien  | Travailliste |
| 55e                                             | 2010–2015    |              | Dan Byles     | Conservateur |
| 56e                                             | 2015–2017    | Craig Tracey |               | Conservateur |
| 57e                                             | 2017–2019    | Craig Tracey |               | Conservateur |
| 58e                                             | 2019–Présent | Craig Tracey |               | Conservateur |

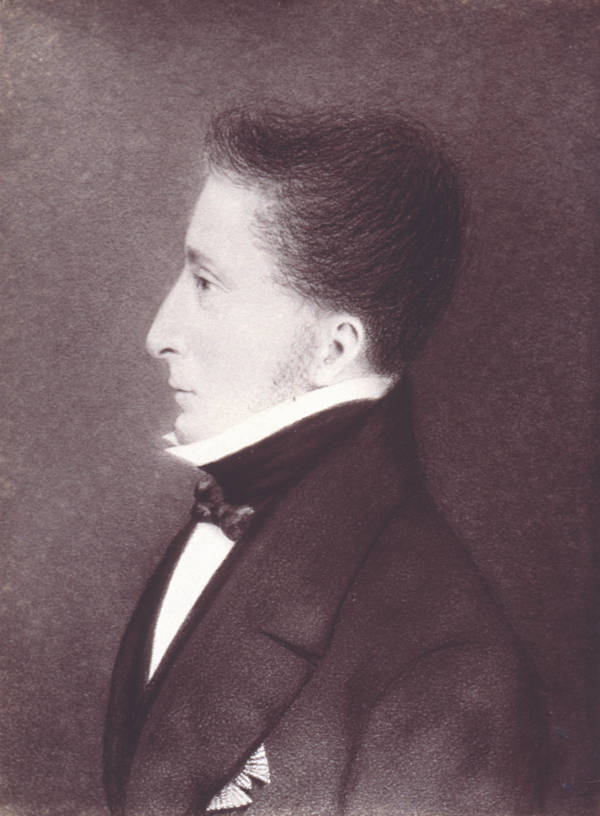
John Eardley-Wilmot (1832-1843)
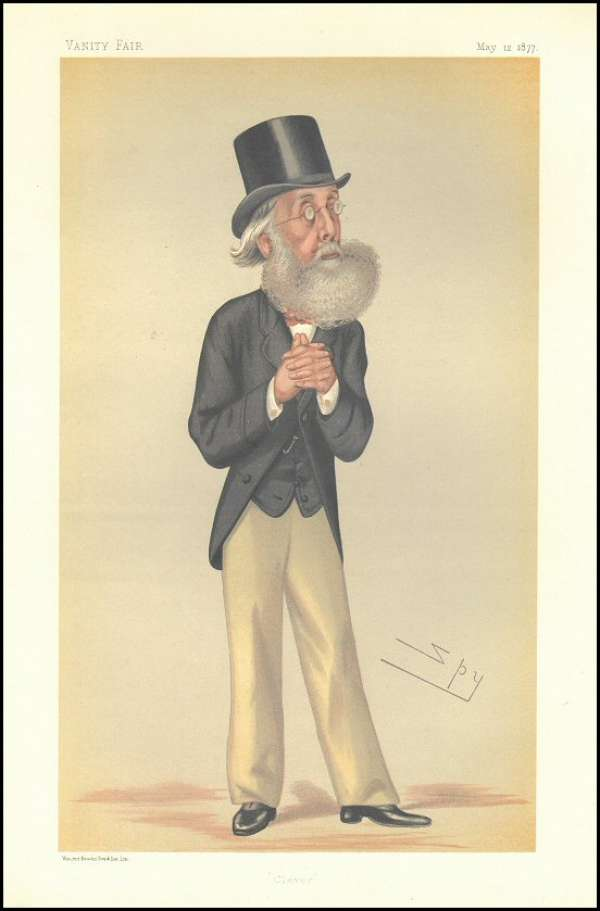
William Bromley-Davenport (1864-1884), par Spy (Vanity Fair)
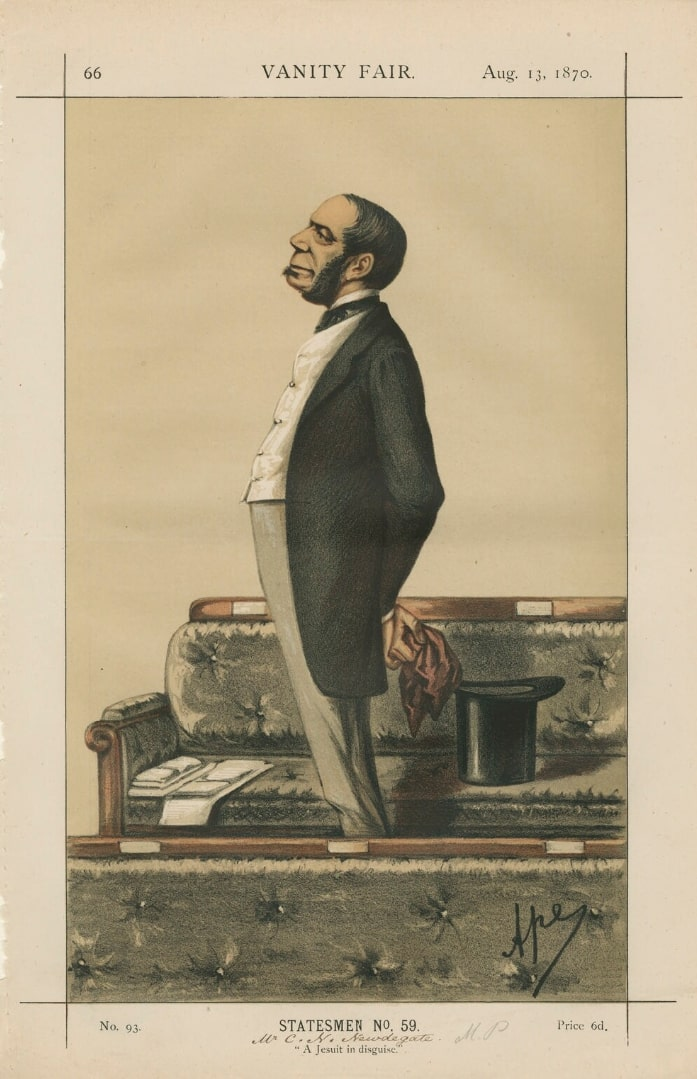
Charles Newdigate Newdegate (1843-1885), par Ape (Vanity Fair)
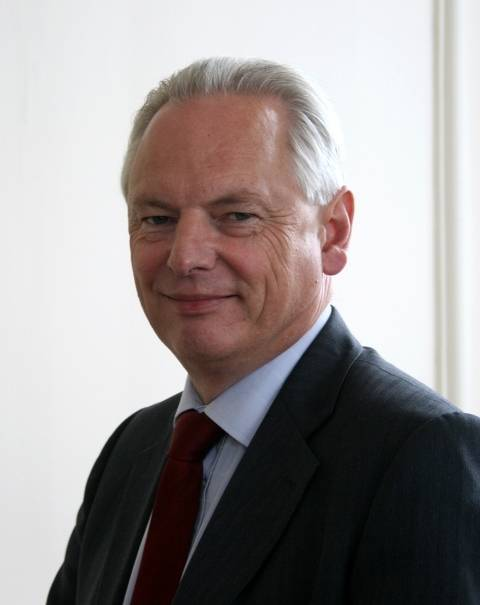
Francis Maude (1983-1992)
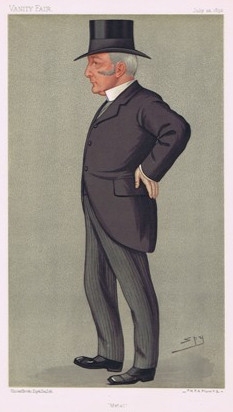
Philip Muntz (1884-1885), par Spy (Vanity Fair)
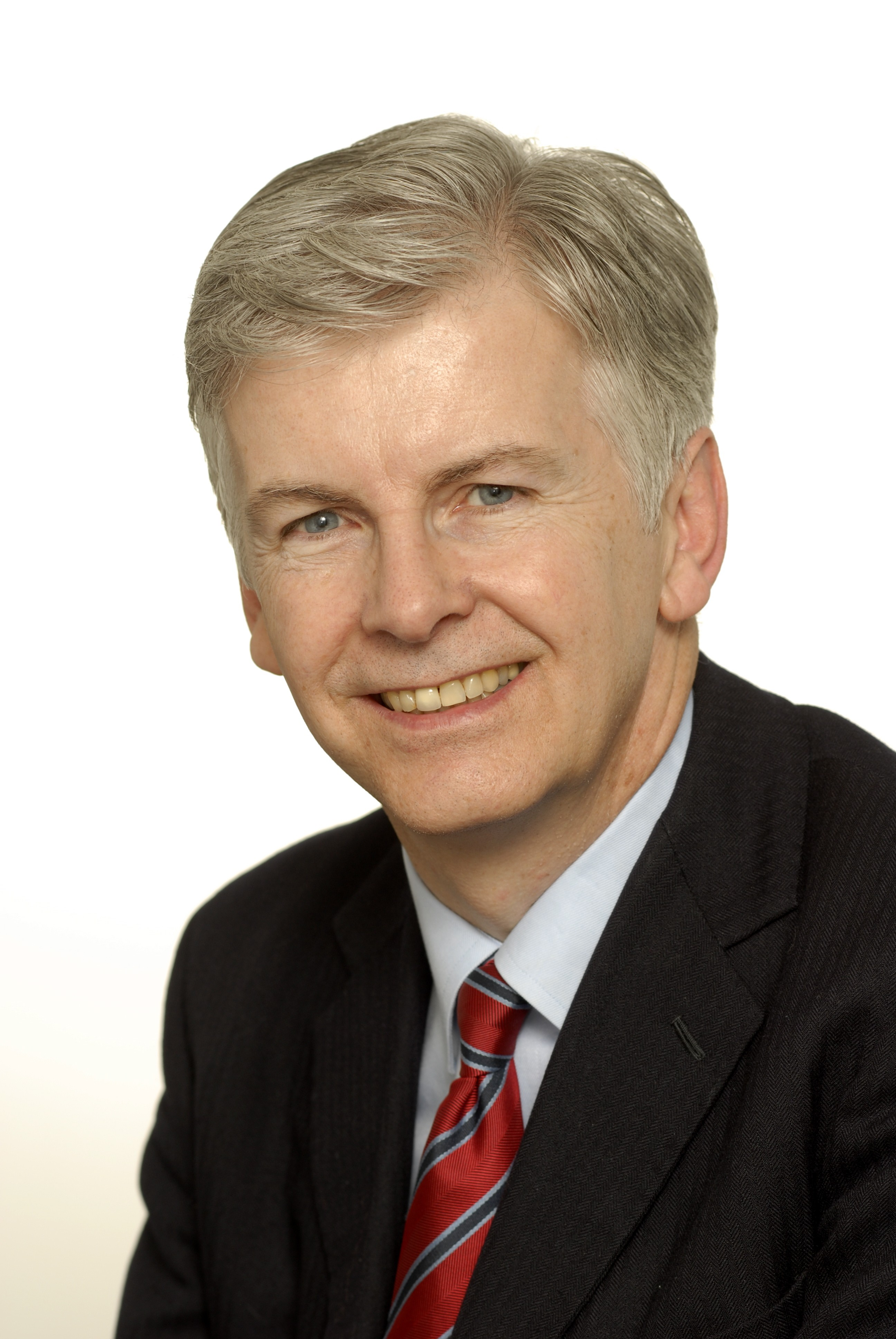
Mike O'Brien (1992-2010)
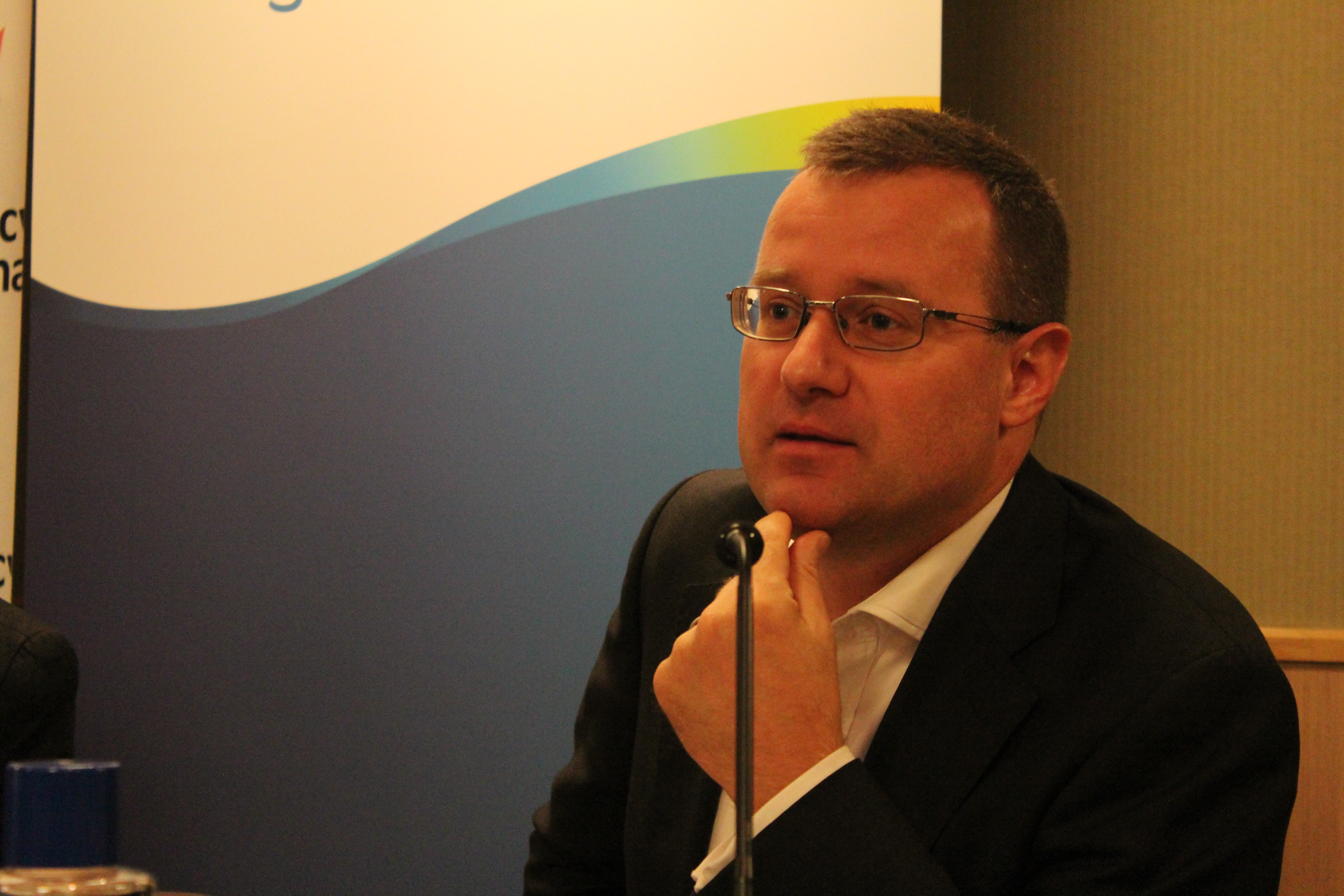
Can Byles (2010-2015)
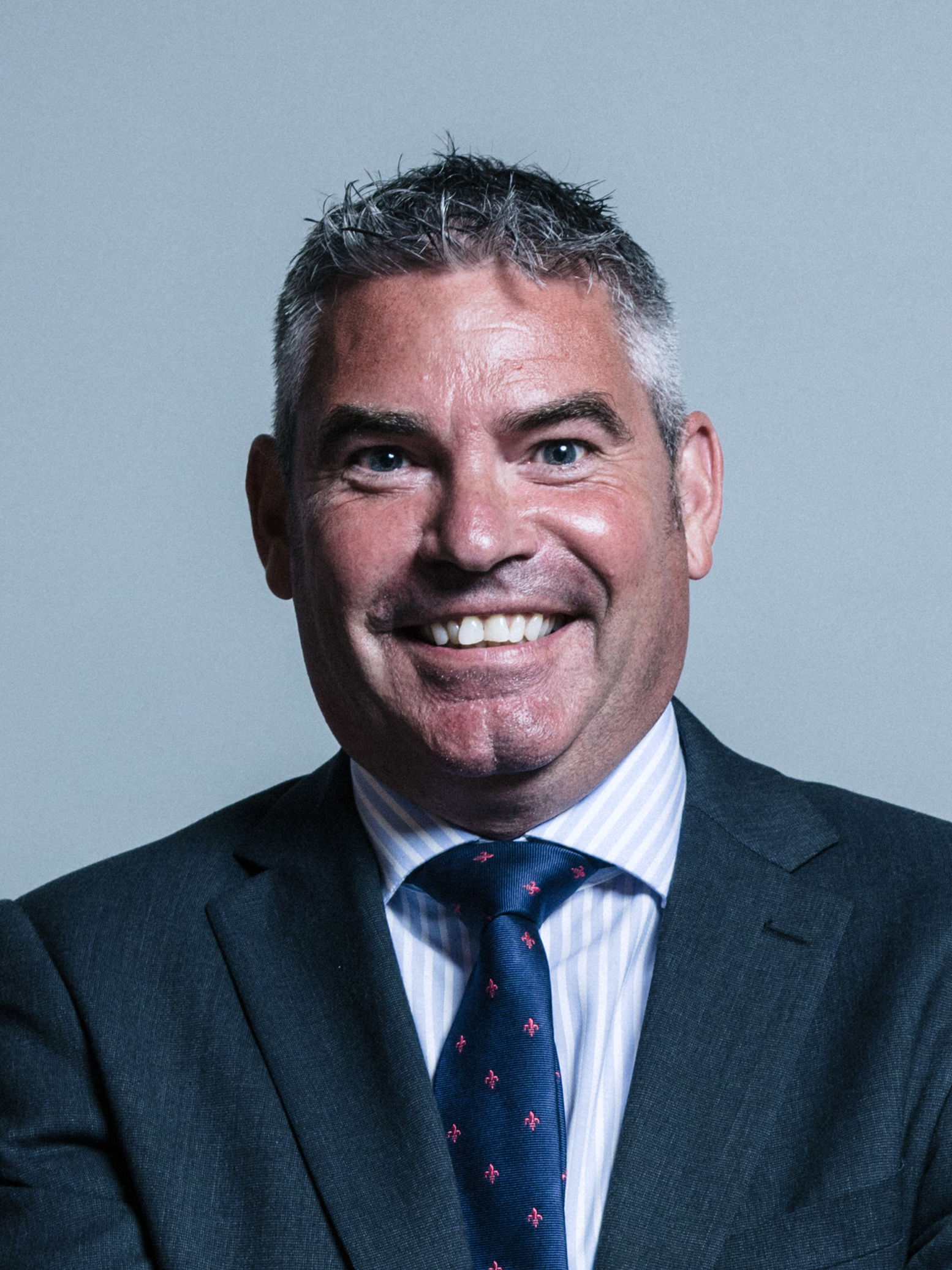
Craig Tracey (2015-Présent)